# Asplenium lividum
Asplenium lividum är en svartbräkenväxtart som beskrevs av Georg Heinrich Mettenius och Oskar Kuhn. Asplenium lividum ingår i släktet Asplenium och familjen Aspleniaceae. Inga underarter finns listade.